# Свети Атанасий (Еани)
Вижте пояснителната страница за други значения на Свети Атанасий.
„Свети Атанасий“ (на гръцки: Αγίου Αθανασίου) е православен манастир в Република Гърция, разположен в паланката Еани (Каляни), област Западна Македония, част от Сервийската и Кожанска епархия на Вселенската патриаршия.
Манастирският комплекс е разположен югоизточно от Еани и е метох на Завордския манастир „Свети Николай“. Според надписа в нишата на главния вход на храма последният ремонт е правен в 1908 година. Вероятно е строена върху основите на античен храм, съдейки по многобройните антични архитектурни елементи използвани в градежа.
В 1995 година храмът пострадва при Гревенското земетресение. В 1997 година манастирският комплекс е обявен за защитен паметник.